# Банк развития Таджикистана
Банк развития Таджикистана (тадж. Бонки рушди Тоҷикистон, ЗАО «Банк развития Таджикистана») — один из коммерческих банков Таджикистана. Головной офис банка расположен в Душанбе.

## История
Банк развития Таджикистана был зарегистрирован в Министерстве юстиции Республики Таджикистан 15 августа 2006 года и получил лицензию Национального банка Таджикистана на проведение банковских операций 7 ноября 2006 года.
С ноября 2011 года Банк развития Таджикистана являлся дочерним банком ОАО «Таджиксадиратбанк», а с июля 2020 года банк стал независимым, выйдя из структуры ОАО «Таджиксадиратбанк».

### Хронология
2006
- 15 августа — создание ЗАО «Банк развития Таджикистана»[3].
- 7 ноября — получение официальной лицензии от Национального банка Таджикистана на осуществление банковских операций[4].

2007
- февраль — присоединение к международной системе SWIFT[6].
- апрель — сотрудничество с международной системой денежных переводов UNIStream[7].
- август — увеличение уставного капитала до 28,8 млн сомони (рост в 1,7 раза за год).
- сентябрь — открытие филиала в районе Рудаки[8].

2008
- октябрь — принятие в члены BACEE как первый банк из Таджикистана[9]
- октябрь — сотрудничество с компанией «SUNFIRST INCORPORATION SHANGHAI LIMITED» (Шанхай, Китай)[10].
- ноябрь — вхождение в четверку крупнейших банков Таджикистана по размеру уставного капитала (60 млн сомони)[11].

2009
- январь — полное страхование вкладов населения[12].
- май — помощь пострадавшим от природного бедствия в районе Хуросон: строительство двух домов на сумму 227 000 сомони[13].
- август — получение чистой прибыли за первое полугодие в размере 800 000 долларов[14].

2010
- февраль — приобретение акций Рогунская ГЭС на сумму 4,4 млн сомони[15].
- август — размещение 2,8 млн сомони от акций Рогунская ГЭС на депозитных счетах Банка развития Таджикистана[16].

2011
- декабрь — покупка 100 % акций Банка развития Таджикистана ОАО «Таджиксадиратбанк» и преобразование в дочерний банк[17].

2020
- июль — выход Банка развития Таджикистана из структуры ОАО «Таджиксадиратбанк» и получение независимого статуса.

2023
- апрель — вступление в национальную платежную систему «Корти Милли» и выпуск двух типов карт.

2024
- февраль — начало предоставления услуги покупки государственных ценных бумаг с фиксированным доходом.
- июнь — запуск программы DBT PAY (ранее BRT Online)[18].
- октябрь — открытие корреспондентских счетов в иностранных банках и подготовка к подключению к системе Visa[19].

## Деятельность
Главный офис банка находится в городе Душанбе и имеет три филиала в городах Душанбе, Бохтар и Худжанд. Исламское банковское окно – филиал ЗАО «Банк развития Таджикистана» по району И. Сомони города Душанбе, осуществляющий исламские банковские операции на основании лицензии Национального банка Таджикистана.

## Руководство
Председатель — Парвиз Шарифзода.